# Dan Fogler
Dan Fogler, all'anagrafe Daniel Kevin Fogler (New York, 20 ottobre 1976) è un attore statunitense.

## Biografia
È nato a Brooklyn, New York, il secondogenito di un'insegnante di inglese e un chirurgo.. Fogler è di religione ebraica e risiede a Chelsea, New York. Fogler ebbe il suo primo ruolo di William Barfée all'interno del cast del musical The 25th Annual Putnam County Spelling Bee. Insieme a Sarah Saltzberg e Jay Reiss, fu uno dei creatori originali dello show quando iniziò col nome di C-R-E-P-U-S-C-U-L-E. Nel 2005, Dan vinse: "The Lortel", "Outer Critics", "Broadway World" e "Drama Desk"; fu onorato anche col prestigioso Tony Award al miglior attore non protagonista in un musical per lo stesso ruolo.
Fogler ha recitato in diversi film: Scuola per canaglie, Tutte pazze per Charlie, Balls of Fury - Palle in gioco, Fanboys, Animali fantastici e dove trovarli, Animali fantastici - I crimini di Grindelwald e Animali fantastici - I segreti di Silente. La recitazione dell'attore in Elephant in The Room - per cui è stato anche direttore di produzione - ispirato da Il rinoceronte di Eugène Ionesco è stato accettato al The NY International Fringe Festival 2007. È apparso nel 2003 nel video musicale I Don't Wanna Be Me della band Type O Negative.

## Vita privata
È sposato dal 2009 con Jodie Capes da cui ha avuto due figlie: Edie e Franny.

## Filmografia

### Attore

#### Cinema
- Home Field Advantage, regia di Philip Botti (2000)
- Scuola per canaglie (School for Scoundrels), regia di Todd Phillips (2006)
- Slippery Slope, regia di Sarah Schenck (2006)
- Tutte pazze per Charlie (Good Luck Chuck), regia di Mark Helfrich (2007)
- Balls of Fury - Palle in gioco (Balls of Fury), regia di Robert Ben Garant (2007)
- The Marconi Bros., regia di Michael Canzoniero e Marco Ricci (2008)
- Fanboys, regia di Kyle Newman (2009)
- Motel Woodstock (Taking Woodstock), regia di Ang Lee (2009)
- Qualcosa di speciale (Love Happens), regia di Brandon Camp (2009)
- Take Me Home Tonight, regia di Michael Dowse (2011)
- Scenic Route, regia di Kevin e Michael Goetz (2013)
- Don Peyote, regia di Michael Canzoniero e Dan Fogler (2014)
- Barely Lethal - 16 anni e spia (Barely Lethal), regia di Kyle Newman (2015)
- Animali fantastici e dove trovarli (Fantastic Beasts and Where to Find Them), regia di David Yates (2016)
- Le avventure di Errol Flynn (In Like Flynn), regia di Russell Mulcahy (2018)
- Animali fantastici - I crimini di Grindelwald (Fantastic Beasts: The Crimes of Grindelwald), regia di David Yates (2018)
- Jay e Silent Bob - Ritorno a Hollywood (Jay and Silent Bob Reboot), regia di Kevin Smith (2019)
- Animali fantastici - I segreti di Silente (Fantastic Beasts: The Secrets of Dumbledore), regia di David Yates (2022)
- A Complete Unknown, regia di James Mangold (2024)

#### Televisione
- Cose da uomini (Man Up!) – serie TV, 13 episodi (2011)
- Hannibal – serie TV, episodi 1x01-1x07-1x08 (2013)
- The Goldbergs – serie TV, 12 episodi (2013-2019)
- Black Box – serie TV, episodio 1x11 (2014)
- Secrets and Lies – serie TV, 10 episodi (2015)
- The Good Wife – serie TV, episodio 6x19 (2015)
- Famous in Love – serie TV, episodio 1x09 (2017)
- The Walking Dead – serie TV, 18 episodi (2018-2022)
- The Offer – miniserie TV, 10 episodi (2022)
- Eric - miniserie TV, 6 episodi (2024)
- The Rainmaker - serie tv, 10 episodi (2025)

#### Cortometraggi
- Brooklyn Thrill Killers, regia di Derek Davidson e Paul Franco (1999)
- Bust a Move, regia di Philip Botti (2000)
- Hyper, regia di Michael Canzoniero e Marco Ricci (2002)

### Doppiatore
- Ortone e il mondo dei Chi (Horton Hears a Who!), regia di Jimmy Hayward e Steve Martino (2008)
- Kung Fu Panda, regia di Mark Osborne e John Stevenson (2008)
- American Dad! - serie animata, 2 episodi (2009-2010)
- Milo su Marte, regia di Simon Wells (2011)
- Robot Chicken - serie animata, 2 episodi (2011-2018)
- Ugly Americans - serie animata, 1 episodio (2012)
- Free Birds - Tacchini in fuga (Free Birds), regia di Jimmy Hayward (2013)
- The Guardian Brothers, regia di Gary Wang (2016)
- DC League of Super-Pets, regia di Jared Stern (2022)
- Aqua Teen Hunger Force - serie animata, 2 episodi (2023)

## Doppiatori italiani
Nelle versioni in italiano delle opere in cui ha recitato, Dan Fogler è stato doppiato da:
- Nanni Baldini in Balls of Fury - Palle in gioco, Qualcosa di speciale, The Walking Dead, Take Me Home Tonight, Animali fantastici e dove trovarli, Animali fantastici - I crimini di Grindelwald, Animali fantastici - I segreti di Silente, A Complete Unknown, Eric
- Stefano Brusa in Fanboys, Motel Woodstock
- Fabrizio Vidale in Cose da uomini, Secrets and Lies
- Simone Mori in Tutte pazze per Charlie
- Luigi Ferraro in Hannibal
- Alessandro Quarta in The Goldbergs
- Massimo de Ambrosis in The Offer

Da doppiatore è sostituito da:
- Massimiliano Alto in Kung Fu Panda, La festività di Kung Fu Panda
- Mauro Magliozzi in Ortone e il mondo dei chi (Yummo Wickersham)
- Ambrogio Colombo in Ortone e il mondo dei chi (capo del consiglio)
- Fabrizio Vidale in Milo su Marte
- Marco Mete in Free Birds - Tacchini in fuga
- Luca Graziani in DC League of Super-Pets